# Würzburger Vierjahreszeitenaltar
Als Würzburger Vierjahreszeitenaltar wird ein römischer Schmuckaltar bezeichnet, der aus der Zeit um das Jahr 40 n. Chr. datiert.
Der Würzburger Vierjahreszeitenaltar wurde 1886 am Pincio auf dem Gelände der früheren Horti Sallustiani (Sallustische Gärten), einem Gelände, das den römischen Kaisern gehörte, gefunden. Umgehend wurde der Altar publiziert, war aber schnell und für lange Zeit verschollen. Später stellte sich heraus, dass sich der Altar über Jahrzehnte in einer US-amerikanischen Privatsammlung befunden hatte. 1966 tauchte er wieder in Rom, im Antikenhandel des Kunsthändlers Giorgio Fallani, auf. Dort wurde er von Erika Simon, die den verschollenen Altar wiedererkannte, für die Antikensammlung des Martin von Wagner Museums in Würzburg erworben. Der italienische Staat konnte nach achtzig Jahren keinen Anspruch mehr auf das Werk erheben. Beinahe wäre das Werk in die Antikensammlung Berlin gekommen, nachdem Simon Friedrich Matz den Jüngeren auf den Altar aufmerksam machte und dieser den Direktor der West-Berliner Sammlung Adolf Greifenhagen auf das Werk hinwies. Doch trotz größerer Berliner Geldmittel verkaufte Fallani nach gegebenem Wort den Altar nach Würzburg.
Der Rundaltar zeigt in gleichmäßigen Abständen vier Putten, die anhand ihrer Attribute erkennbar die vier Jahreszeiten symbolisieren sollen. Der Winter ist als Landarbeiter gekleidet und weist auch mit einem geschlachteten Tier und einer Weinamphore auf Tätigkeiten im Winter hin. Die drei anderen Personifikationen spielen auf Gottheiten an, die wie auch in der schriftlichen Überlieferung etwa bei Ovid und Lukrez symbolisch für Jahreszeiten stehen. Eine Blütengirlande erinnert an die Frühlingsgottheiten Venus und Flora, Ähren und Mohn verweisen auf die Göttin der Fruchtbarkeit und des Sommers Ceres. Die Putte des Herbstes erinnert an einen Satyr und ist auch mit einem Traubenkorb ausgestattet. Sie symbolisiert damit den Wein- und Herbstgott Bacchus. Die Winter- und Frühlingsputten sind wie auch die Herbst- und Sommerputten einander zugewandt. Der Altar war wohl weniger für kultische Zwecke gedacht, sondern eher stimmungsvoller Schmuck eines Parks. In der frühen Kaiserzeit wurden auch kaiserliche Prinzen wie Putten dargestellt, somit ist auch eine über den Schmuckwert hinausgehende propagandistische Aussage möglich, die auf eine positive Entwicklung des julisch-claudischen Hauses abzielte.
Der Jahreszeitenaltar aus feinkristallinem weißen Marmor hat eine Höhe von 73 Zentimetern und einen Durchmesser von 56,4 Zentimetern. Bis auf kleine Bestoßungen ist er vollständig erhalten. Der den Winter repräsentierende Putto wurde nach einer Beschädigung während der Meißelarbeiten am toten Tier nicht weiter ausgearbeitet. Der Altar wird in frühclaudische Zeit um das Jahr 40 n. Chr. datiert. Er hat die Inventarnummer H 5056.